# Суверенный совет Астурии и Леона
Суверенный совет Астурии и Леона (исп. Consejo Soberano de Asturias y León, астур. Conseyu Soberanu d’Asturies y Llión) — непризнанное государство на севере Испании во время гражданской войны в Испании. Провозглашенный 6 сентября 1936 г., он был самопровозглашен суверенным 24 августа 1937 г., а 20 октября 1937 г. этот регион был оккупирован вооруженными силами Франко. Белармино Томас был первым и единственным президентом Суверенного Совета. Столицей недолговечного государства был Хихон.

## Контекст
В Астурии, где ВСТ и НКТ были особенно активны, произошла своего рода либертарная социалистическая революция. Изоляция северного фронта, в 200 километрах от ближайших позиций республики, с нехваткой войны и продовольствия заставила местные власти взять на себя командование ополчением и чеканкой монет, функции, которые ранее были в ведении республиканского правительства.
В июне 1936 года анархистами НКТ был создан военный комитет в Хихоне под председательством Сегундо Бланко, в нём были комиссии по войне, транспорту, снабжению и здравоохранению. Тем временем в Сама-де-Лангрео также возник народный комитет социалистического преобладания под председательством Рамона Гонсалеса Пенья.

## История
Межпровинциальный совет Астурии и Леона появился 6 сентября 1936 года в результате соглашения между анархистами и социалистами и с представлением всей республиканской фракции Астурии. 23 декабря 1936 года правительство Второй Испанской республики признало Межпровинциальный совет Астурии и Леона, а также другие советы в стране (Региональный совет обороны Арагона и Межпровинциальный совет Сантандера, Паленсии и Бургоса) в качестве автономных образований. Независимость была провозглашена 24 августа 1937 года, когда город Сантандер пал перед силами националистов, в результате чего оставшиеся республиканские силы в Астурии оказались изолированными в нескольких сотнях миль от республиканских сил в южной и восточной частях Испании. Лидеры новой нации заявили, что провозглашение независимости следует рассматривать не как вызов республиканскому правительству, а скорее как попытку сконцентрировать местную оборону против сил Франко в кампании «Война на Севере». Суверенный совет выпустил собственную валюту, поскольку из-за изоляции Астурии её не хватало в Испании. Эти законопроекты были широко известны как беларминос, по имени Белармино Томаса, президента Суверенного совета.
Возникший стресс привел к столкновениям между некоторыми министрами. Идею независимости поддержали Белармино Томас и большинство лидеров PSOE, а также Сегундо Бланко и другие официальные лица CNT. Рафаэль Фернандес Альварес осудил указ о суверенитете, но остался на своем правительственном посту. У двух представителей UGT было разное мнение. PCE раскритиковала это решение, и левые республиканские министры отклонили его. Правительство Республики активно подвергало цензуре Суверенный Совет, особенно когда он обращался к Лиге Наций.
Помощь для продолжения сопротивления силам Франко была запрошена у республиканского правительства, которое тогда базировалось в Валенсии, и, хотя военная помощь была отправлена, она прибыла за день до падения Хихона националистическими силами и конца временного правительства 20 октября 1937 г. Различные службы управления были организованы до момента эвакуации в ночь на 20 октября 1937 г., накануне в этот же день состоялось последнее заседание Государева Совета. На следующий день в Хихон вошли войска националистов.

## Наследие
С республиканской стороны проанализированы причины потери севера, статья "Почему был потерян Север? (опубликовано в El Socialista 30 октября 1937 г.) подчеркивает отсутствие единства и политических решений, которые нанесли ущерб военным планам, подчеркивая почти полную пассивность Мадрида в защите севера.
Город Хихон с гордостью заявляет о своем сопротивлении силам Франко и о своей временной роли центра антифранкистского сопротивления на севере Испании и по сей день.